# Un sueño llamado salsa
Un sueño llamado salsa es una telenovela colombiana producida por Fox Telecolombia para RCN Televisión y Telefutura. Está escrita por Guido Jácome, Felipe Forero y Alejandro Torres. La historia se desarrolla en el mundo de la salsa, está inspirada en este importante ritmo musical y las escuelas de baile de la ciudad de Cali.  
Esta protagonizada por  Valerie Domínguez y Andrés Toro, cuenta con las participaciones antagónicas de Kathy Sáenz, Nicolás Montero, Ernesto Benjumea y Karoll Márquez, con las actuaciones estelares de Vicky Hernández, Helena Mallarino y Gerardo de Francisco. 
Internacionalmente se exhibió en Estados Unidos el 17 de septiembre de 2010 en Telefutura y concluyó el 3 de febrero de 2011. El 6 de octubre de 2014 oficialmente se estrenó la producción en RCN Televisión en el horario de las 9:00 p. m. de lunes a viernes.

## Sinopsis
Ricardo 'Richie' Torres es uno de los mejores bailarines de salsa de Colombia, trabaja en una tradicional academia caleña fundada por su madre Celia, 'Arrebato Latino'. Sus problemas comienzan cuando rechaza una propuesta de Gustavo Ortiz, un político corrupto y oportunista. La propuesta de Ortiz a Torres era ayudarlo a llegar al Mundial de Salsa, el sueño dorado de todo bailarín de este ritmo. La condición era que Richie iría a dicho torneo solo, sin los demás bailarines de Arrebato Latino. Así las cosas, Torres se solidariza con sus compañeros de academia (quienes a la vez son sus amigos de mucho tiempo atrás) y declina el tentador ofrecimiento. Ante la negativa del bailarín, Ortiz se fija como meta acabar con la carrera artística de Torres no sin antes ponerlo a escoger entre retirarse definitivamente del baile o cerrar para siempre la academia de su madre.
Por otro lado está Margarita Wilkins. Ella tiene aparentemente todo en la vida: una empresa sólida en el mundo de la arquitectura (Promotora Wilkins), una amiga (Liubica) a quien ella cree incondicional, y el novio perfecto (Rafael). En un momento su mundo se derrumba, pues descubre la infidelidad de su novio y también que su 'amiga' ha sobornado a varios clientes para que les dieran licitaciones a su empresa. Destrozada, acaba su sociedad con Lubica y empieza una nueva compañía pero su examiga, quien ahora es su enemiga, le monta competencia. Las dos firmas deben ahora enfrentarse para conseguir la licitación para adjudicar la construcción del Salsódromo de Cali.
Margarita decide hacer una presentación con bailarines de salsa, pero Liubica se roba su idea. La única opción que le queda a la doctora Wilkins es tener un mejor espectáculo que el de su rival. Por sugerencia de su padre Danilo Wilkins, un reconocido periodista caleño y hombre de radio especializado en salsa, Margarita contacta a Richie y su academia Arrebato Latino, aunque al principio se niega a contratarlo porque el bailarín es muy coqueto con ella. Pese a ello, y decidida a ganar la licitación, da su brazo a torcer y se resuelve a contratarlo; lo que ella no sabe es que Richie le enseñará lo que es sentir la salsa y el amor.

## Elenco
- Valerie Domínguez... Margarita "Margara" Wilkins Oropeza
- Andrés Toro... Ricardo "Richie" Torres Marmolejo
- Kathy Sáenz... Liubica Arbeláez Pedregal
- Nicolás Montero... Rafael Velasco Hurtado
- Vicky Hernandez... Celia Marmolejo de Torres
- Ernesto Benjumea... Gustavo Ortiz Oviedo
- Karoll Márquez... Bobby Fabricio Trespalacios
- Helena Mallarino... Gabriela Oropeza de Wilkins
- Gerardo de Francisco... Danilo Wilkins Salerno
- Katherine Velez... Amparo de La Oz
- Marilyn Patiño... Jenny Riascos
- Marcelo Cezán... Julian Wilkins
- Jacqueline Aristizabal... Tatiana
- Jennifer Leibovici... Laura Ortiz
- Diego Vélez... Pedro Torres
- Carolina Sabino... Matilde
- Carlos Torres... Diego Armando Torres
- Marianela Quintero... Milena Torres
- Anddy Caicedo... Manolo
- Marisol López... Recepcionista
- El Mulato y su Swing Latino - Campeones Mundiales de Salsa
- Daniella Donado... Natalia
- Alberto Valdiri...